# Chuyện tình trên non cao
Chuyện tình trên non cao (tiếng Trung: 高海拔之戀 II, tiếng Anh: Romancing in Thin Air) là một bộ phim điện ảnh Hồng Kông – Trung Quốc thuộc thể loại lãng mạn – chính kịch ra mắt vào năm 2012 do Đỗ Kỳ Phong làm đạo diễn và đồng sản xuất, với sự tham gia diễn xuất của hai diễn viên chính là Cổ Thiên Lạc và Trịnh Tú Văn. Tác phẩm theo chân mối quan hệ giữa Lưu Bách Khiêm và A Tú thông qua những trải lòng của họ về những đau đớn trong quá khứ.
Chuyện tình trên non cao được phát hành tại Hồng Kông và Trung Quốc vào ngày 9 tháng 2 năm 2012, và nhận về hầu hết những lời khen ngợi từ giới chuyên môn.

## Nội dung
Sau khi đăng quang ngôi vị Ảnh đế lần thứ ba, ngôi sao điện ảnh Lưu Bách Khiêm cầu hôn bạn gái Đinh Viên Viên và nhận được cái gật đầu đồng ý của cô. Thế nhưng, đúng ngày cưới, cô nàng lại bỏ chạy theo mối tình đầu của mình là công nhân Trương Hành, khiến Khiêm trở nên đau khổ và mượn rượu để giải sầu. Một đêm nọ, Khiêm lên khách sạn Rừng Xanh ở Shangri-La, Vân Nam để vơi đi nỗi buồn và tình cờ gặp A Tú, người phụ nữ mang nhiều tổn thương trong quá khứ sau sự kiện người chồng của cô – Dương Tiểu Điền – mất tích không để lại dấu vết. Giữa khung cảnh núi non hùng vĩ và khí hậu khắc nghiệt, họ dần xích lại gần nhau, chữa lành những vết thương lòng, viết nên câu chuyện tình nhẹ nhàng nhưng đầy xúc động.

## Diễn viên
- Cổ Thiên Lạc trong vai Lưu Bách Khiêm
- Trịnh Tú Văn trong vai A Tú
- Lý Quang Kiệt trong vai Dương Tiểu Điền
- Cao Viên Viên trong vai Đinh Viên Viên
- Vương Bảo Cường trong vai Trương Hành
- Huỳnh Dịch trong vai Barbara
- Lưu Hạo Long trong vai Tiểu Lỗi
- Điềm Nữu trong vai bác sĩ